# Modesta Sanginés Uriarte
Modesta Sanginés Uriarte (La Paz, Bolivia 1832 – Pau, Francia 1887) fue una compositora y escritora boliviana, reconocida por su trabajo literario y periodístico, además de sus composiciones musicales.

## Biografía
Modesta Sanginés Uriarte nació en La Paz, Bolivia, un 26 de febrero de 1832. Sus padres fueron el conocido juriconsultor Indalecio Calderón Sanginés y Manuela Uriarte Sagárnaga. Indalecio, su padre, combatió junto a Pedro Domingo Murillo y fue parte de la Junta Tuitiva de 1809. Después de la fundación de la República, fue diputado por La Paz. Cuando Modesta tuvo edad, ingresó al establecimiento para señoritas dirigido por la célebre educadora chilena Dámasa Cabezón, quien vino por encargo del general José Ballivián. En él, Modesta se desempeñó con honores. Estudió también francés e italiano, y se convirtió en una prodigiosa intérprete del piano. 
Sentada al piano era cuando se la podía juzgar... Perdónennos los artistas, discúlpennos las tocadoras de piano, pero creemos que Modesta Sanjinés era la mejor de todas ellas por su dulzor, sentimientos y ejecución. 
A pesar de vivir en una época en que las mujeres solteras no eran bien vistas, Modesta Sanginés prefirió la soltería más allá del cortejo de Adolfo Ballivián (quien llegó a pedirle su mano), hijo del presidente de Bolivia José Ballivián, con quien tocaba el piano a dos manos y compartía la pasión por el arte. Fue también cuestionada por abandonar su casa después de la muerte de sus padres, a pesar de que pudo quedarse en ella bajo la protección de su hermano, Bernardino Sanginés Uriarte.
Modesta Sanginés decidió vivir sola y en 1863 fundó, junto a Bernardino Sagárnaga, la Sociedad Filarmónica de La Paz. En 1875 creó el periódico Jardincito de María, que luego se convirtió en el Semanario Católico (1878). Su trabajo musical también fue destacado: creó más de 50 composiciones entre mazurcas, vals y villancicos. Trabajó con figuras importantes de la época como Norberto Luna, Benedetto Vincenti y Eloy Salmón. Igualmente, desempeñó sus aptitudes musicales componiendo música religiosa. Era también talentosa al cantar, por lo que la llamaban la "alondra boliviana. 
Publicó siete de sus obras musicales en París, Francia, y organizó, en su propia casa, veladas para recaudar fondos para los heridos y prisioneros de la Guerra del Pacífico. Fue también, aunque durante un corto periodo, profesora de idiomas.
Modesta Sanginés fue además conocida por su filantropía, sobre todo con las mujeres. Fue parte de la Sociedad de Beneficencia y construyó con su propio dinero una sala del Hospital Loaiza de su ciudad.
Un dato curioso sobre esta compositora es que también sabía hacer tejido con hilo de arañas.
Murió a los 54 años en Pau, Francia, a donde había ido buscando mejorar su salud y ampliar sus conocimientos. El ministro pleniponteciario de Bolivia, Aniceto Arce, quien más tarde sería Presidente de la República, junto a la colonia boliviana en Francia, le rindieron homenajes. Poco después, su hermano ordenó que sus restos se trasladaran a su país natal.

## Obra

### Musical
- Colección de piezas (1864-1880) titulada El Alto de la Alianza
- Plegaria a Jesús Crucificado
- Cantos a la Virgen
- Villancicos
- Variaciones sobre el tema del Himno Nacional
- La brisa del Uchamachi
- Arroyuelo
- Recuerdo de los Andes
- Zapateo Indio
- Pensamiento
- Recuerdo a la memoria del Dr. Rigoberto Torrico
- Olas del lago
- Los pajaritos
- Bailecito al gusto del país

### Literaria
- Trabajos de aguja - nociones de economía doméstica - sencillas preparaciones para alimentos (1874)
- Leyenda "El Desertor" en la antología Leyendas Nacionales
- Dos leyendas: "Las dos Claras" e "Hijo del Cóndor" (1876)
- A la muerte de mi madre

## Legado

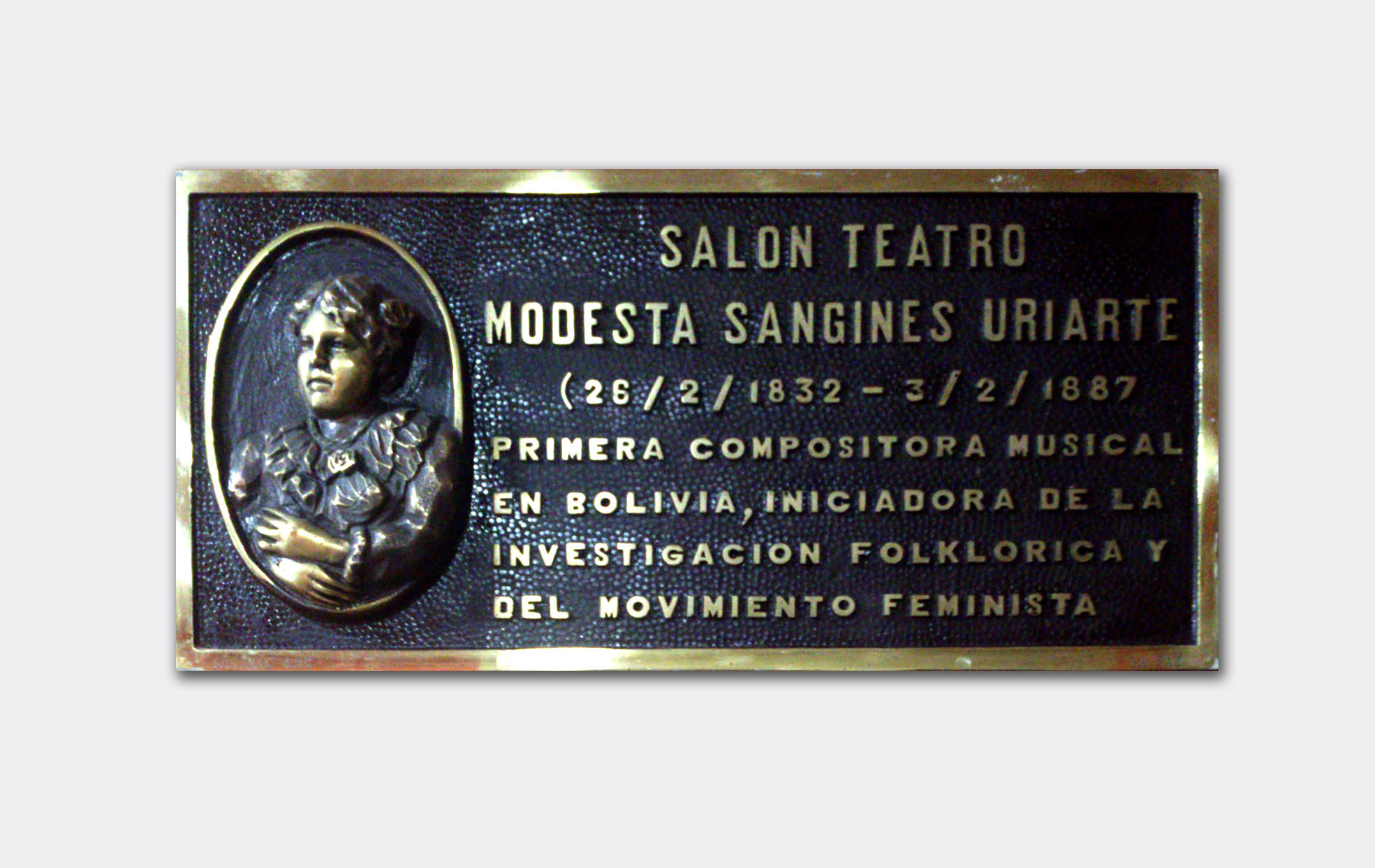
Placa del Auditorio Modesta Sanginés Uriarte, en la Casa de la Cultura, La Paz, Bolivia

La Casa de la Cultura Franz Tamayo, dependiente del Gobierno Autónomo Municipal de La Paz, Bolivia, cuenta con un auditorio que lleva su nombre. También hay un colegio público nombrado en su honor.